# 동굴생성물

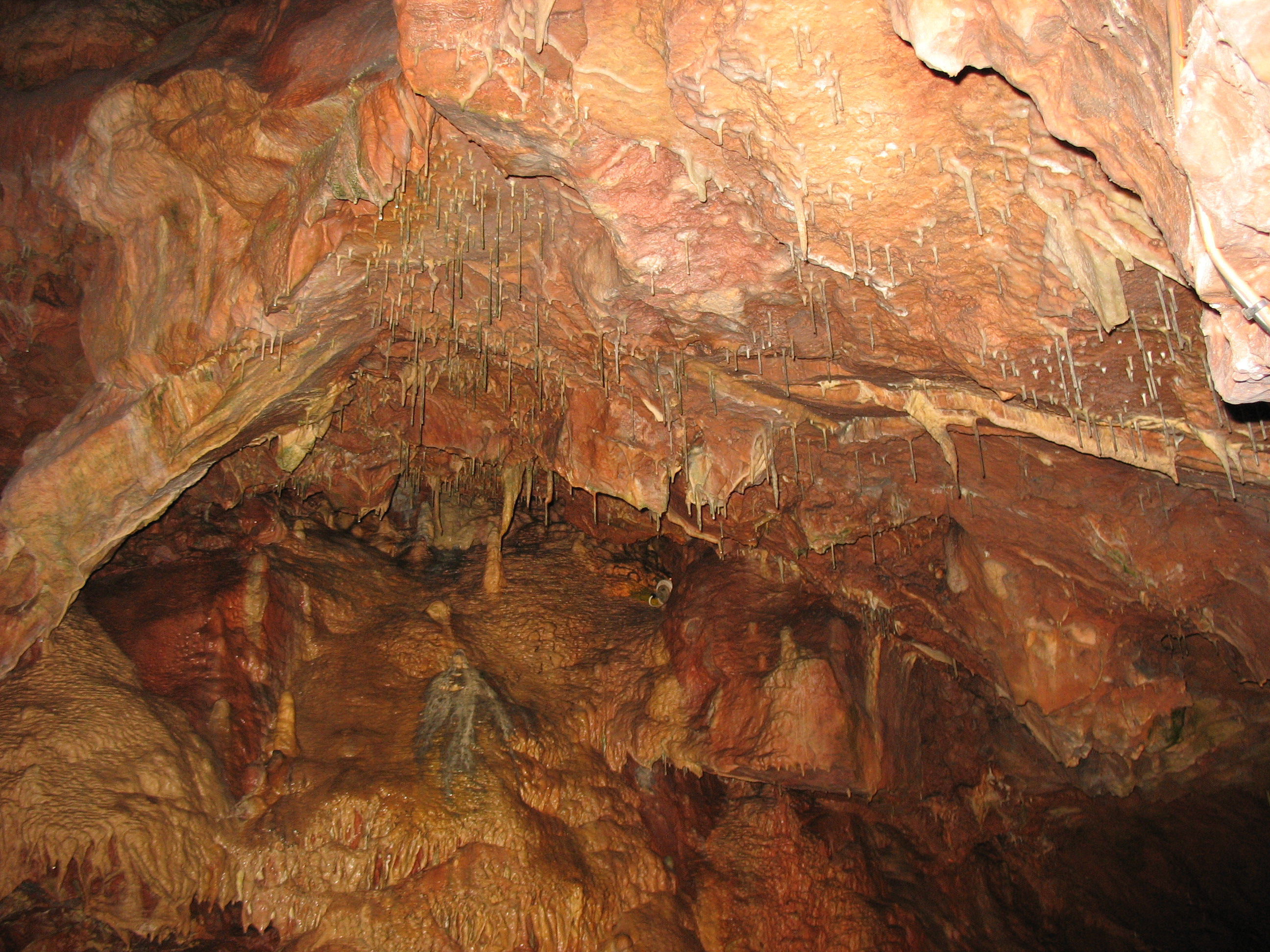
스펠레오뎀

동굴생성물(Speleothem)은 동굴 내부에 생성된 2차 광물 침전물(secondary mineral deposit)로, 동굴 내부로 공급된 지하수가 떨어지거나, 흐르거나, 고여있으면서 생성된다. 동굴생성물의 영어명칭 "Speleothem"은 그리스 단어 spḗlaion(cave) 과 théma (Deposit)가 합쳐져 만들어진 단어로, 말 그대로 "동굴에 형성된 생성물"을 의미한다.동굴생성물은 주로 방해석(Calcite) 및 아라고나이트(Aragonite), 또는 석고(Gypsum)로 구성되며 그 외 기타 광물들로 구성되곤 한다.
석회동굴 내부로 유입되면서 모암(Host rock)을 용해시키며 지하수에 포함된 칼슘 이온이 동굴 내부로 유입되어 떨어지거나 벽을 타고 흘러내리게 되는데, 이 과정에서 낙수에 포함된 이산화탄소가 동굴 대기중으로 빠져나가게 되면 방해석이 침전된다. 이렇게 침전된 방해석은 오랜 기간동안 한 지점에 퇴적되어 다양한 크기의 동굴생성물을 이룬다.

## 동굴생성물의 종류
동굴생성물은 침전을 위한 물의 공급방식에 따라서 구분된다.

### 낙수에 의해 형성 (Drip water)
- 종유관 (Soda straw)
- 종유석 (Stalactite)
- 석순 (Stalagmite)

### 새어 나오면서 공급 (Seepage water)
- 곡석 (Helictite)
- 아라고나이트 석화 (Anthodite)
- 석고 석화 (Gypsum flower)

## 생성과정
동굴생성물이 생성되는데에는 매우 많은 요소들이 작용을 한다. 주로 외부의 환경적 요인(온도 및 강수량, 토양 등)과 동굴 내부 환경(동굴의 온도, 모암, 상대습도, 대기순환 등)에 따라서 동굴생성물의 형성이 조절된다. 이처럼, 석회암 지대에 형성되어 있는 동굴은 동굴생성물의 "인큐베이터" 역할을 한다.

### 방해석(모암)의 용해[6][7][8]
이산화탄소 기체가 물에 녹으면서 탄산을 형성하게 된다.
{\displaystyle {\ce {{H_{2}O}+{CO_{2}^{aq}}->{H^{+}}+HCO_{3}^{-}}}}
탄산은 약산이나, 방해석과 같은 탄산염 광물에 대한 반응성이 높아, 석회암이 용해 되면서 칼슘이온을 내놓는다. 이 반응은 반응물과 생성물의 활동(Activities)에 따라 달라진다. 첫번째 반응은 수소 양이온의 직접적인 탄산칼슘 반응이다.
{\displaystyle {\ce {{CaCO_{3}}+{H^{+}}<=>{HCO_{3}^{-}}+Ca^{2}+}}}
두번째 반응은 탄산과 탄산칼슘의 직접적인 반응이다.
{\displaystyle {\ce {{CaCO_{3}}+{H_{2}CO_{3}}<=>{2HCO_{3}^{-}}+Ca^{2}+}}}
세번째 반응은 물과 탄산칼슘의 직접적인 반응으로, 칼슘과 탄산염이 배출된다.
{\displaystyle {\ce {{CaCO_{3}}+{H_{2}O}<=>{Ca^{2+}}+{CO_{3}^{2-}}+H_{2}O<=>{Ca^{2+}}+{HCO_{3}^{-}}+OH^{-}}}}
위 반응식은 {\displaystyle {\ce {{CO_{2}}+{CaCO_{3}}+H_{2}O<=>{Ca^{2+}}+{2HCO_{3}^{-}}+H_{2}O}}}로 요약될 수 있다.

### 동굴 유입 및 탈기작용
이 과정에서 획득된 Ca 이온은 반응에 참여한 물에 포함되며, 용액의 과포화 상태 (Supersaturated)를 이룬다. 과포화된 용액은 동굴로 공급되어 동굴의 대기와 접촉하게 되는데, 지표에 비해 낮은 이산화탄소 분압을 가진 동굴 대기에 의해 동굴로 유입된 낙수의 이산화탄소가 탈기(Degassing) 된다.
{\displaystyle {\ce {{Ca^{2+}}+{2HCO_{3}^{-}}->{CaCO_{3}}+{H_{2}O}+CO2}}}
만일, 용액이 Ca에 대해 과포화상태가 아닌 불포화 상태라면 침전이 아닌 용해가 발생하게 되어, 동굴생성물의 성장 저해 요인으로 작용하게 된다.

### 동굴생성물의 성장속도
성장속도(Growth rate)는 용액의 과포화 정도(Supersaturation), 용액의 공급량(Drip rate), 이산화탄소 탈기 속도(Degassing rate) 등에 의해 조절된다.